# Bruce Spence
Pour les articles homonymes, voir Spence.
Bruce Spence est un acteur néo-zélandais né le 17 septembre 1945 à Auckland (Nouvelle-Zélande).

## Biographie
Il est surtout connu pour son rôle du capitaine de l'autogire dans Mad Max 2. Il revient pourtant sous les traits d'un autre personnage, le pilote Jedediah, dans Mad Max : Au-delà du dôme du tonnerre. 
Ces dernières années, on a pu le remarquer également dans Ace Ventura en Afrique, Dark City, Peter Pan, Matrix Revolutions, Le Retour du Roi, La Revanche des Sith, Le Monde de Narnia : L'Odyssée du Passeur d'Aurore ou encore Pirates des Caraïbes : La Vengeance de Salazar.
Il tient le rôle du sorcier Zeddicus Zul'Zorander dans la série Legend of the Seeker : L'Épée de vérité.

## Filmographie

### Cinéma

#### Longs métrages
- 1970 : Dead Easy de Nigel Buesst : Friend 2
- 1971 : Stork de Tim Burstall : Graham 'Stork' Wallace
- 1973 : Dimboola: The Stage Play de Ross Dimsey, David Williamson, John Hibberd : Morrie McAdam, the Groom
- 1974 : Moving On de Richard Mason : Road Worker
- 1974 : Les voitures qui ont mangé Paris (The Cars That Ate Paris) de Peter Weir : Charlie
- 1975 : The Firm Man de John Duigan : Messenger
- 1975 : The Great McCarthy de David Baker : Bill Dean
- 1976 : Mad Dog Morgan de Philippe Mora : Heriot
- 1976 : Oz de Chris Löfvén : Bass player / Blondie the Surfie
- 1976 : Let the Balloon Go d'Oliver Howes : Chief Gifford
- 1976 : Eliza Fraser de Tim Burstall : Bruce McIver
- 1978 : Newsfront de Phillip Noyce : Redex trial driver
- 1979 : Dimboola de John Duigan : Morrie McAdam
- 1981 : Mad Max 2 de George Miller : The Gyro Captain
- 1983 : Midnite Spares de Quentin Masters : Wimpy
- 1983 : Double Deal de Brian Kavanagh : Doug Mitchell
- 1983 : The Return of Captain Invincible de Philippe Mora : Mad Scientist
- 1984 : Le Pays où rêvent les fourmis vertes (Wo die grünen Ameisen träumen) de Werner Herzog : Lance Hackett
- 1984 : Pallet on the Floor de Lynton Butler : Basil Beaumont-Foster
- 1985 : Mad Max : Au-delà du dôme du tonnerre (Mad Max Beyond Thunderdome) de George Miller : Jedediah the Pilot
- 1987 : Bullseye de Carl Schultz : Purdy
- 1987 : The Year My Voice Broke (Australian Graffiti) de John Duigan : Jonah
- 1988 : Bachelor Girl de Rivka Hartman : Alistair Dredge Jr
- 1988 : Rikky and Pete de Nadia Tass : Ben
- 1988 : Buddies d'Arch Nicholson : Ted
- 1990 : Wendy Cracked a Walnut de Michael Pattinson : Ronnie
- 1990 : The Shrimp on the Barbie de Michael Gottlieb : Wayne
- 1991 : Sweet Talker de Michael Jenkins : Norman Foster
- 1993 : Hercules Returns de David Parker : Sprocket
- 1995 : Ace Ventura en Afrique (Ace Ventura: When Nature Calls) de Steve Oedekerk : Gahjii
- 1998 : Dark City d'Alex Proyas : Mr. Wall
- 2002 : La Reine des damnés (Queen of the Damned) de Michael Rymer : Khayman
- 2003 : Inspecteur Gadget 2 (Inspector Gadget 2) (vidéo) d'Alex Zamm : Baxter
- 2003 : Le Monde de Nemo (Finding Nemo) d'Andrew Stanton et Lee Unkrich : Chu (voix)
- 2003 : Matrix Revolutions (The Matrix Revolutions) de Andy et Larry Wachowski : l'homme du train
- 2003 : Le Seigneur des anneaux : Le Retour du roi (The Lord of the Rings: The Return of the King) de Peter Jackson : la Bouche de Sauron (version longue)
- 2003 : Peter Pan de Paul John Hogan : Cookson
- 2005 : Star Wars, épisode III : La Revanche des Sith (Star Wars: Épisode III - Revenge of the Sith) de George Lucas : Tion Medon
- 2006 : Aquamarine d'Elizabeth Allen : Leonard
- 2006 : Solo de Morgan O'Neill : Kennedy
- 2008 : Australia de Baz Luhrmann
- 2009 : Subdivision de Sue Brooks : Singlet
- 2010 : Le Monde de Narnia : L'Odyssée du Passeur d'Aurore (The Chronicles of Narnia: The Voyage of the Dawn Treader) de Michael Apted : Lord Rhoop
- 2013 : Mystery Road d'Ivan Sen : Jim
- 2014 : I, Frankenstein de Stuart Beattie : Molokai
- 2015 : Backtrack - Les Revenants (Backtrack) de Michael Petroni : Felix
- 2016 : Gods of Egypt d'Alex Proyas
- 2017 : Pirates des Caraïbes : La Vengeance de Salazar (Pirates of the Caribbean: Dead Men Tell No Tales) de Joachim Rønning et Espen Sandberg : le maire Dix
- 2017 : Blue World Order de Ché Baker et Dallas Bland : Whippett
- 2018 : La Malédiction Winchester (Winchester ) de Michael et Peter Spierig : Augustine
- 2018 : Invaders (Occupation) de Luke Sparke : le chef des aliens
- 2020 : Les Démons du maïs (Children of the Corn) de Kurt Wimmer : le pasteur Penny
- 2020 : Canicule (The Dry) de Robert Connolly : Gerry Hadler
- 2021 : Love and Monsters de Michael Matthews : Old Pete

#### Courts métrages
- 1974 : Three Old Friends de Tim Burstall : Steve
- 2005 : Australian Summer de Luke Eve : Herman
- 2007 : Death's Requiem de Marc Furmie : John
- 2007 : Finding Nemo Submarine Voyage de Roger Gould : Chum (voix)
- 2008 : Ascension de David Easteal : Pete
- 2009 : The Art of Darts & Dying de Hugh Sullivan : Dave De Crease
- 2011 : The Man with Wings de Ajay Brar
- 2012 : Census de Lily Rolfe : Dr. Deluise
- 2012 : The Occupants d'Alex Chapman et James Lane ! le grand-père
- 2012 : Spirit-ED de Peter Mether : Gatekeeper

### Télévision

#### Séries télévisées
- 1973 : Certain Women : Julius 'Big Julie
- 1981 : And Here Comes Bucknuckle
- 1982 : L'Echéance fatale (Deadline) : Towie
- 1986 : Great Expectations, the Untold Story : Joe Gargery
- 1988 : The Dirtwater Dynasty : Lonely Logan
- 1989 : Zucker
- 1989 : Tanamera - Lion of Singapore : Hammond
- 1989 : Dearest Enemy : Lenny (1989 / 1992)
- 1994 : À mi-galaxie, tournez à gauche ("Halfway Across the Galaxy and Turn Left") : The Chief
- 1994 : Over the Hill : Tall Bob
- 1996 : The Munsters' Scary Little Christmas : Mr Gateman
- 1997 : Return to Jupiter : Ed Unit
- 1997 : Halifax f.p: Isn't It Romantic : Eric Washburn
- 1997 : Bullpitt : Darcy
- 1998 : Moby Dick : Elijah
- 1999 : Farscape : Le préfet Fallaak (saison 4, épisode 9)
- 2004 : The Brush-Off : Philip Veale
- 2006 : Rêves et Cauchemars (épisode Petits Soldats) : Hans Morris
- 2006 : RAN: Remote Area Nurse : Vince
- 2008 : City Homicide, l'enfer du crime (Saison 2, Épisode 6 : L'appat du gain) : Maurice Biederman
- 2008 : Legend of the Seeker : L'Épée de vérité (série télévisée de fantasy) : Zeddicus Zul'Zorander

#### Téléfilms
- 1977 : Barnaby and Me : Tall Baddie
- 1982 : L'Echéance fatale (Deadline) : Towie
- 1986 : Great Expectations, the Untold Story : Joe Gargery
- 1996 : The Munsters' Scary Little Christmas : Mr Gateman
- 1997 : Halifax f.p: Isn't It Romantic : Eric Washburn
- 2004 : The Brush-Off : Philip Veale

## Voix françaises
- Jacques Balutin dans Mad Max 2 : Le Défi
- Philippe Peythieu dans Mad Max : Au-delà du dôme du tonnerre
- Michel Dodane dans Ace Ventura en Afrique
- Gilles Tamiz dans Dark City
- Patrice Dozier dans Le Monde de Nemo (voix)
- Edgar Givry dans Inspecteur Gadget 2
- Michel Vigné dans Matrix Revolutions
- Thierry Mercier dans Le Seigneur des anneaux : Le Retour du roi (version longue uniquement)
- Philippe Catoire dans Star Wars, épisode III : La Revanche des Sith
- Daniel Gall (*1938 - 2012) dans Legend of the Seeker : L'Épée de vérité (série télévisée)
- Sylvain Clément dans Backtrack : Les Revenants
- Mathieu Buscatto dans Pirates des Caraïbes : La Vengeance de Salazar
- Guy Pion dans Canicule
- Gérard Darier dans Le retour des Rafter[1] (série télévisée)
- Bertrand Dingé dans Nautilus (série télévisée)